# Neutrophilengelatinase-assoziiertes Lipocalin
Das neutrophilengelatinase-assoziierte Lipocalin (NGAL) ist ein 25 kDa schweres Protein, das kovalent an die Gelatinase menschlicher neutrophiler Granulozyten gebunden ist. Es wird ständig in geringer Konzentration in der menschlichen Niere, der Luftröhre, der Lunge, sowie im Magen und Dickdarm gebildet. Die NGAL-Expression ist bei akuten bakteriellen Infektionen, bei Asthma, COPD oder bei Lungenemphysem gesteigert.
Nach ischämischen Ereignissen wird NGAL in einigen Nephronsegmenten hochreguliert. Das Protein akkumuliert hauptsächlich im proximalen Tubulus.
NGAL ist ein früher Biomarker für das akute Nierenversagen.
NGAL ist ein Genprodukt des LCN2-Gens.